# Lani Misalucha
Lani Misalucha (3 de agosto de 1969, Manila), es una cantante filipina de pinoy rock, música pop y jazz que reside actualmente en los Estados Unidos, donde se formó profesionalmente en su carrera como artista. Tiene una muestra en el Flamingo de Las Vegas con un veterano hawaiano y una variedad de la compañía social de los Siete - SOS. Misalucha es una gran experta en la profundidad en el manejo de su canto (vocales fuerza en reserva) y una amplia gama que han sido frecuentemente comparados con los de populares divas como Whitney Houston y Celine Dion. Por lo general comienza suave y delgado en el manejo de su voz y luego poco a poco se espesa a medida que se acerca en la nota alta de cualquiera de sus canciones. Aunque técnicamente la etiqueta de "coloratura lírica", muchas veces Misalucha ha aventurado en el territorio de la "dramática coloratura 'con su versión de Giacomo Puccini "Nessun Dorma", una proeza que le ha ganado muchos elogios, así como las comparaciones no deseados al italiano de ópera tenores y sopranos, Misalucha también posee un estilo cómico y efectivamente puede suplantar a la super-divas, así como Diana Ross, Tina Turner , Gladys Knight, Toni Braxton, Gloria Gaynor, Donna Summer, Minnie Riperton, Beyonce Knowles, Shania Twain, y Britney Spears. Esto la puso en la misma frase como super-diva Celine Dion, los lectores de selección como "Mejor Cantante". 

## Discografía

### Estudio Álbumes

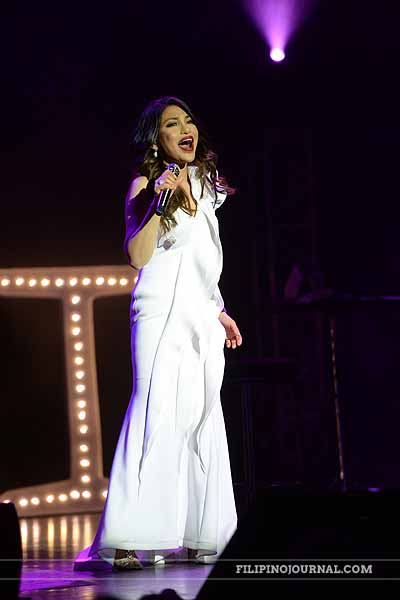
Lani Misalucha tocando en un concierto de San Valentín

- Lani Misalucha tocando en un concierto de San ValentínEn caso de que más de lo que (1997, Alpha)
- Tunay Na Mahal (Verdadero Amor) (1999, Viva)
- Todos Corazón (2001, Viva)
- Loving You (2003)
- Lani Misalucha (2006, Universal)
- Lani Misalucha - La Platinum Edition (2007, Universal)
- Recordar (2008, Universal)
- El Regalo de Navidad (2008, Universal)

## Compilación de Álbumes
- Más cerca de casa 2 (2001)
- Concierto de amor - vol. 1 and 2 (2001) 1 y 2 (2001)
- Crossover Live Tour - vol. 1 and 2 (2001) 1 y 2 (2001)
- Lo mejor de Crossover Presenta (2003)
- Greatest Hits (2005)
- Serie de Plata (2006)
- Lani Misalucha en vivo vol. 1 and 2 (2007, Viva) 1 y 2 (2007, Viva)
- Palabas (Universal)

### Karaoke / Videoke
- A lo largo de cantar con Lani Misalucha (Viva)
- Lani Misalucha - Karaoke CD de vídeo (Universal)

### Split Tracks
- Lani Misalucha (Universal)